# Нагаев, Борис Данилович
Борис Данилович Нагаев (1908, д. Нагаевская, Котельнический уезд, Вятская губерния, Российская империя — 1991) — советский государственный деятель. Нарком местной промышленности, министр местной промышленности Казахской ССР.

## Биография
Родился в 1908 году в д.Нагаевская Котельническом уезде Вятской губернии. По национальности русский.
Начал свою трудовую деятельность в 1923 году в городе Котельнич Вятской губернии, работая в строительной конторе городского отдела коммунального хозяйства учеником водопроводчика, помощником весового мастера, слесарем-арматурщиком, десятником-строителем.
В 1928 году помощник государственного поверителя измерительных приборов Поверительной палаты в г.Вятка.
В 1928-1929 годах слушатель Высших метрологических курсов при Главной палате мер и весов СССР.
В 1929-1930 годах государственный поверитель, старший государственный поверитель измерительных приборов Палаты мер и весов в г. Вятка и в г.Семипалатинск.
В 1930-1933 годах управляющий Палатой мер и весов Казахской АССР, одновременно в 1931-1936 годах уполномоченный Всесоюзного комитета стандартов при Совнаркоме Казахской ССР, с 1932 года член президиума Государственной плановой комиссии Казахской ССР.
В 1936 году начальник Управления мер и весов НКВД Казахской ССР, одновременно в 1933-1935 учился на вечернем отделении Казахского института марксизма-ленинизма.
В 1936-1939 годах начальник отдела мер и весов НКВД Казахской ССР.
В 1939-1946 годах уполномоченный Комитета по делам мер и измерительных приборов при Совнаркоме СССР по Казахстану в г.Алма-Ате.
Во время Великой Отечественной войны, с января по июнь 1944 года, Нагаев находился в Монгольской Народной Республике в г.Улан-Батор по специальному заданию правительства СССР.
С февраля 1946 года нарком местной промышленности, после преобразования в Министерство местной промышленности КазССР с марта 1946 по июль 1953 года министр местной промышленности Казахской ССР .
С июля 1953 по май 1956 года заместитель министра местной топливной промышленности Казахской ССР.
С мая 1956 года начальник Алма-Атинского управления коммунальными предприятиями и благоустройством.
С октября 1968 года персональный пенсионер союзного значения.

### Награды
Награжден различными медалями за вклад в развитие промышленности и стандартизации.